# Every Good Boy Deserves Favour
Every Good Boy Deserves Favour är ett musikalbum av The Moody Blues som gavs ut 1971 på skivbolaget Threshold Records. Every Good Boy Deserves Favour anses vara The Moody Blues mest progressiva skiva, vilket man tydligast kan höra i öppningsspåret "Procession". Albumets andra låt "The Story In Your Eyes" släpptes som singel.
Det är det sjätte i ordningen av de sju album som kallas för "de klassiska Moody Blues-albumen". De övriga är de som släpptes mellan albumen Days of Future Passed (1967) och Seventh Sojourn (1972), inklusive de två nämnda. Anledningen till att dessa album kallas de klassiska Moody Blues är att de innehåller originaluppsättningen (Justin Hayward, John Lodge, Ray Thomas, Mike Pinder och Graeme Edge) från deras första psykedeliska skiva Days of Future Passed (The Moody Blues spelade tidigare R&B) fram till Seventh Sojourn. Dock förekommer originalmedlemmarna även på Octave, som släpptes 1978.

## Låtlista
1. "Procession" (Edge/Hayward/Lodge/Pinder/Thomas)
2. "The Story In Your Eyes" (Hayward)
3. "Our Guessing Game" (Thomas)
4. "Emily's Song" (Lodge)
5. "After You Came" (Edge)
6. "One More Time To Live" (Lodge)
7. "Nice To Be Here" (Thomas)
8. "You Can Never Go Home" (Hayward)
9. "My Song" (Pinder)

## Listplaceringar
| Lista (1971)   | Position            |
| -------------- | ------------------- |
| Australien     | 5 (Go Set)          |
| Danmark        | 1                   |
| Finland        | 13                  |
| Kanada         | 2 (RPM)             |
| Nederländerna  | 6                   |
| Norge          | 5 (VG-lista)        |
| Storbritannien | 1 (UK Albums Chart) |
| Sverige        | 4* (Kvällstoppen)   |
| USA            | 2 (Billboard 200)   |
| Västtyskland   | 44                  |